# کلمن بو
کلمن بو (فرانسوی: Clément Beaud‎؛ زادهٔ ۷ دسامبر ۱۹۸۰) بازیکن سابق فوتبال اهل کامرون است.
از باشگاه‌هایی که در آن بازی کرده‌است می‌توان به باشگاه فوتبال موریرنز اشاره کرد.